# Ulica Lizike Jančar

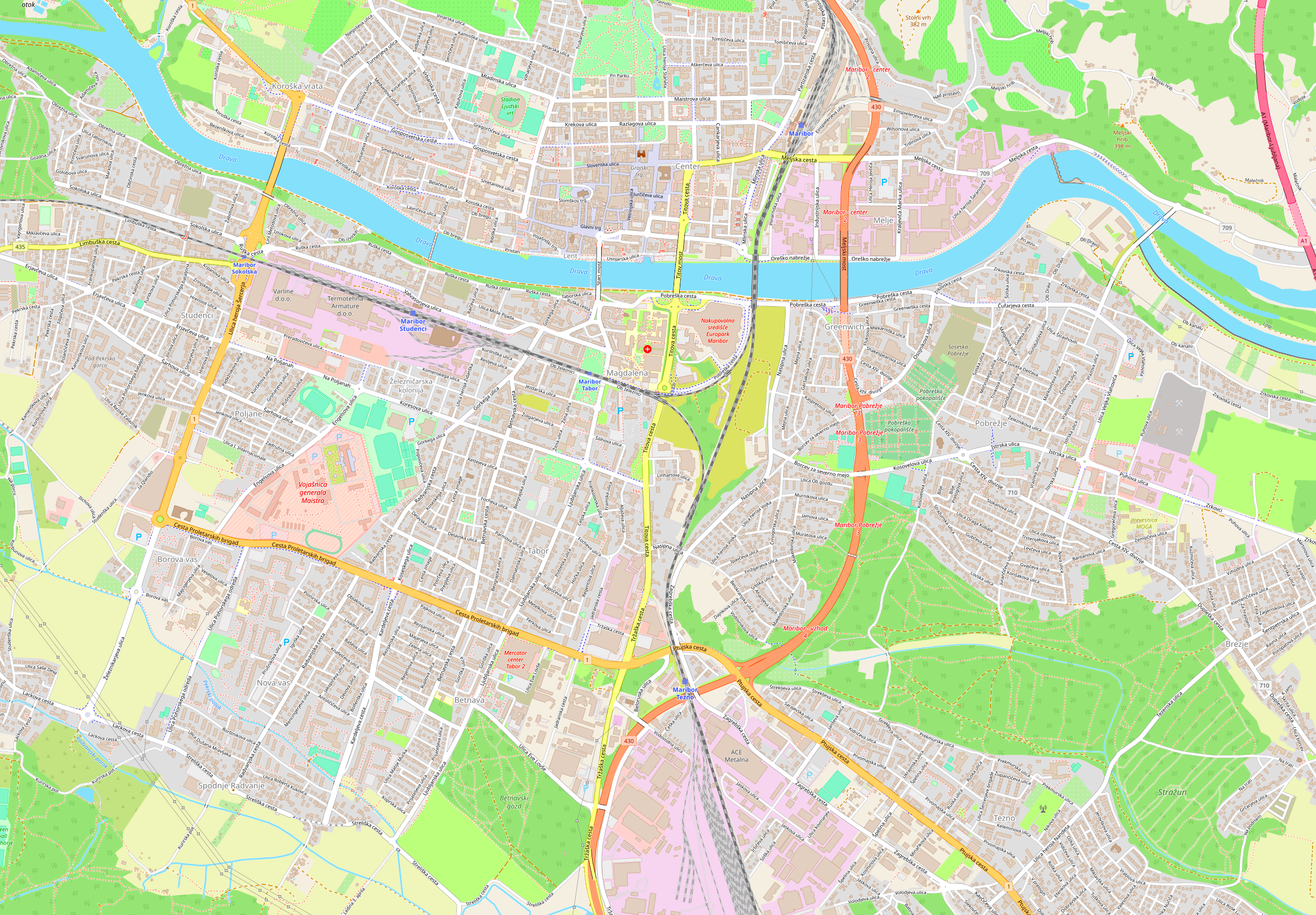

Ulica Lizike Jančar (Lizike Jančar-Gasse) ist der Name einer Straße im Bezirk Koroska vrata der Stadtgemeinde Maribor, Slowenien. Sie wurde 1959  nach  der slowenischen slowenischer Freiheitskämpferin und Volksheldin Elizabeta „Lizika“ Jančar (1919–1943) benannt.

## Lage
Die Straße liegt am Rande der Bebauung von Koroška vrata etwa auf der Höhe der Stufen zum Kalvarienberg südwestlich der Kreuzung von Vrbanska cesta und Kamniška ulica. Sie verbindet die Njegoševa ulica mit der Pasterkova ulica zwischen der Medvedova ulica und der Marionova ulica.